# 蒼鷹
蒼鷹（學名：Accipiter gentilis），別名牙鷹，是鷹科鷹屬中一種中型的猛禽。與其他鵟屬及鷹等一樣都在日間活动。
苍鹰廣泛分布在北半球的溫帶地區。在北美地区被稱为Northern Goshawk，是當地的留鳥。但在較冷的地區，如亞洲北部及加拿大等地的蒼鷹則會迁移到南方過冬。
蒼鷹的图案也出现在葡萄牙領土亞速爾群島的旗幟上。因为最初來到這個群島的葡萄牙探險者踏上這片土地時正好看到一只猛禽在上空盤旋，他们認為那是一只蒼鷹。事實上亞速爾群島上從来沒有蒼鷹出沒。經过後來的學者研究，那应该是普通鵟的一个亞種。

## 外觀描述

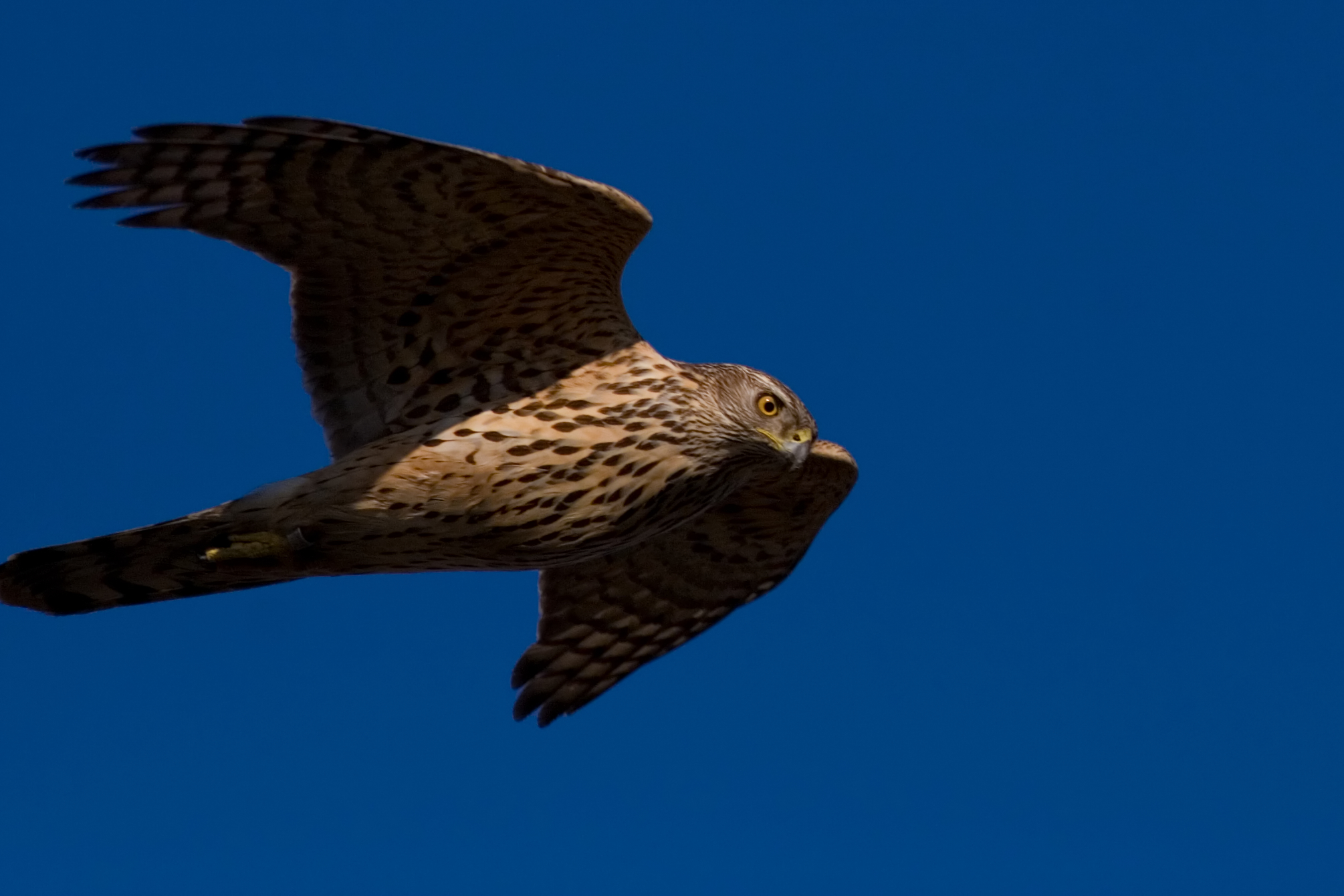
正在飛行的一頭亞成鳥

蒼鷹是鷹屬鳥類中體型最大的一員，首先於1758年由卡爾·林奈在其〈自然系統〉（Systema naturae）一書中介紹及命名。其翅膀短而寬闊，並有長長的尾羽，這是林棲鳥種適應高密度樹林生活的重要特征。苍鹰有明顯的兩性異形現象，雄鳥上半身灰藍，下半身則為有條紋的灰，體長49至57厘米、翼展為93至105厘米。雌鳥比雄鳥體型更大，可長達58至64厘米，翼展達108至127厘米，上半身暗藍灰、下半身則為純灰。最小的雄鳥體重只有630克，但最大的雌鳥則可重達2.4公斤。亞成鳥上半身是有條紋的灰色，下半身則為純灰色。牠們常展現出獨有的飛行特徵──五次緩慢的拍翼後滑翔而去。
在歐亞大陸上，雄鳥常與雌性的北雀鷹（Sparrowhawk）相混淆，但一般它們都有肥胖的體型和相對较長的翅膀。
在北美洲，苍鹰幼鳥容易與小型的條紋鷹及雞鷹相混淆，但人们还是能够通过比较體型将它們区分开来。

## 捕獵及食物
蒼鷹主要捕捉其他細小的鳥類及哺乳動物為食，常常集体進行掠地飛行，越过茂密的森林，並对獵物突然發起袭击。與大部分猛禽一樣，蒼鷹也是“機會主義者”，只要看到合適的獵物就會出擊。但牠們還是對鳥類情有獨鍾，特別是披肩榛鸡、鴒形目的鳥種及雀形目中的椋鳥等。水鳥當中，體型小於綠頭鴨的鳥類也是牠們的目標。此外，蒼鷹也偶尔捕捉一些體型較大的動物，如雪兔及長耳大野兔等。

## 習性

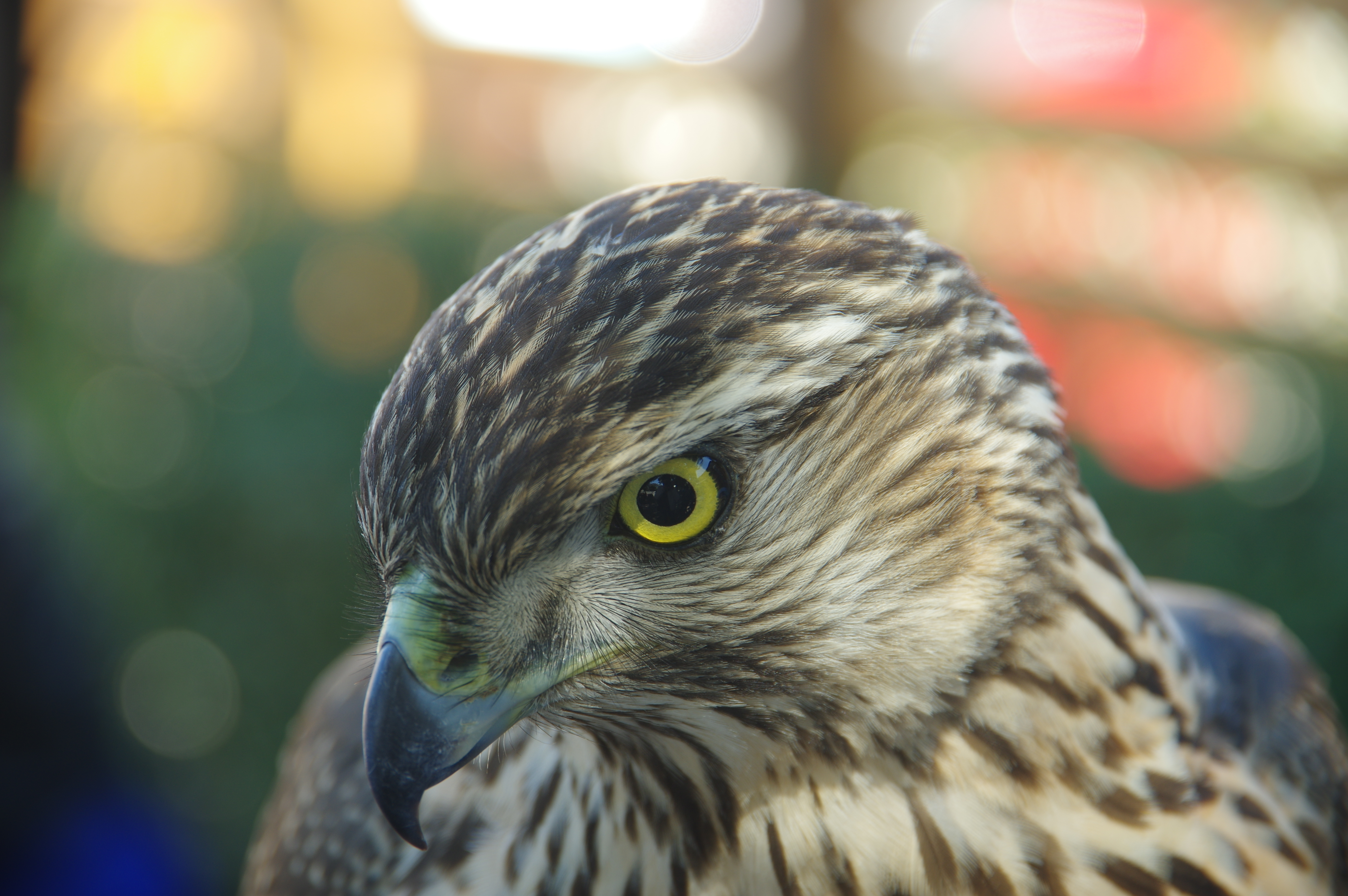
蒼鷹亞成鳥

进入春天的繁殖季節，雄鳥就會開始牠們如雲霄飛車般的飛行表演，而這時也是觀察這種神秘鳥类的最佳時機。成鳥會在三至四月回到牠們築巢的地方，並在四至五月期間下蛋。巢內一般有1到5顆鳥蛋在內，大小為59 x 45mm，約重60克。孵卵期在28到38日內。幼鳥則在35日起開始離巢，10日後便會尝试飛行。即使在一年後，幼鳥仍會在其父母身边活動，這與成鳥會保護整個區域有關。牠們對任何入侵者均沒有好感，即使是路過的人類也會遭到牠們激烈的驅趕。因此，即使是它们的鳥蛋或幼鳥也极少被捕掠。蒼鷹偶爾也會招到如雕鴞和鵟屬猛禽的攻擊。

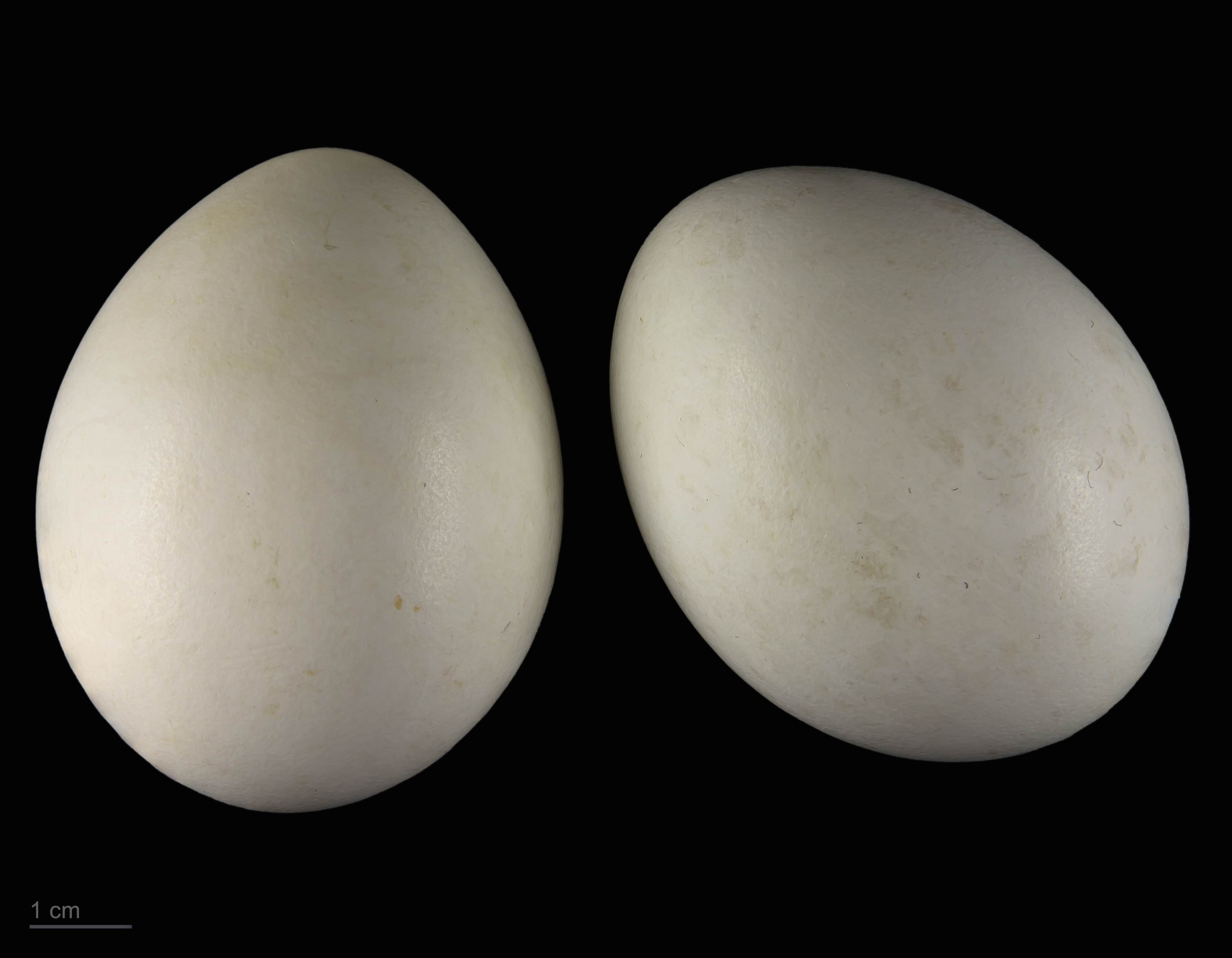
卵 Accipiter gentilis

## 狀況
19世紀时，蒼鷹因为受到收藏家的青睞及被當地的獵場看守人猎杀而在英國灭绝了，但近年有不少來自歐洲大陆的蒼鷹重新移居英国。目前在英國諾森伯蘭的開爾德森林內已發現了牠們的蹤影。

## 外部連結
- Northern Goshawk Species Account （页面存档备份，存于） - Cornell Lab of Ornithology
- Northern Goshawk - USGS Patuxent Bird Identification InfoCenter
- Northern Goshawk Information （页面存档备份，存于） - South Dakota Birds and Birding
- Environment Canada Goshawk page, including sound clip of Goshawk Call
- Read Congressional Research Service (CRS) Reports regarding Northern Goshawks
- Goshawk videos Internet Bird Collection
- Picture of Northern & European Goshawk chicks and other Accipiters （页面存档备份，存于）
- Nature writer recounts goshawk pair's fierce defense of their nesting territory
- Ageing and sexing (PDF) by Javier Blasco-Zumeta （页面存档备份，存于）